# Octanapis cann
Octanapis cann är en spindelart som beskrevs av Norman I. Platnick och Forster 1989. Octanapis cann ingår i släktet Octanapis och familjen Anapidae. Inga underarter finns listade i Catalogue of Life.